# Comox (British Columbia)
|                       | Jan   | Feb   | Mär   | Apr  | Mai  | Jun  | Jul  | Aug  | Sep  | Okt   | Nov   | Dez   |   |      |
| Mittl. Tagesmax. (°C) | 5,6   | 7,2   | 9,5   | 12,8 | 16,5 | 19,4 | 22,4 | 22,5 | 18,8 | 12,9  | 8,4   | 5,9   | ⌀ | 13,5 |
| Mittl. Tagesmin. (°C) | 0,4   | 1,1   | 2,2   | 4,3  | 7,6  | 10,6 | 12,7 | 12,7 | 9,5  | 5,6   | 2,6   | 0,8   | ⌀ | 5,9  |
|                       |       |       |       |      |      |      |      |      |      |       |       |       |   |      |
| Niederschlag (mm)     | 168,7 | 132,3 | 110,9 | 61,6 | 46,6 | 44,2 | 29,7 | 34,8 | 45   | 120,7 | 203,4 | 181,1 | Σ | 1179 |

| 0,4 |

| 1,1 |

| 2,2 |

| 4,3 |

| 7,6 |

| 10,6 |

| 12,7 |

| 12,7 |

| 9,5 |

| 5,6 |

| 2,6 |

| 0,8 |

| 0,4 |

| 1,1 |

| 2,2 |

| 4,3 |

| 7,6 |

| 10,6 |

| 12,7 |

| 12,7 |

| 9,5 |

| 5,6 |

| 2,6 |

| 0,8 |

Comox ist eine Kleinstadt, die in der kanadischen Provinz British Columbia liegt. Sie befindet sich im Comox Valley nahe der Ostküste von Vancouver Island, im Comox Valley Regional District.
Comox leitet seinen Namen von den Comox oder K’ómoks ab, einem der Stämme der Salish-Sprachgruppe, die im Südwesten Kanadas und im Nordwesten der USA leben. Das zugrundeliegende Wort ist Koumuckthay, das so viel wie Land des Reichtums oder der Vielfalt bedeutet.

## Geschichte

### Die Comox
Die Comox oder K’ómoks waren um den Puntledge River und auch auf der östlichen Seite der Strait of Georgia ansässig. Sie gehören, wie die Pentlatch und die Sechelt der Gruppe der nördlichen Küsten-Salish an.
Schon um 1850 dezimierten schwere Pockenepidemien die Comox. Als um diese Zeit R. J. Pidcock und R. J. Carwithen als zwei der frühesten europäischen Siedler in die Gegend kamen, bemerkten sie, dass das Dorf von Village Point auf Denman Island völlig menschenleer war. Gouverneur James Douglas besuchte 1853 das Gebiet.

### Die ersten Bauern
George Drabble, der 1862 im Auftrag der Provinz die Gegend besuchte, verzeichnete noch Dörfer an der Küste und das Pentlatch-Dorf am Tsolum in seinen Karten. Kurz darauf, ab dem 2. Oktober 1862, verdrängten Siedler, die das Land für einen Dollar pro Acre kauften, die Indianer. Die K’ómoks, ihrer wirtschaftlichen Grundlagen beraubt, mussten sich zu niedrigen Löhnen bei den Siedlern verdingen: Bäume fällen, Kanutransport, Straßenbau und Feldarbeit. Die Frauen arbeiteten meistens auf den Kartoffeläckern.
Unter den ersten Siedlern waren James und Isabelle Robb. Sie kauften 180 Acre in der Augusta Bay, der heutigen Comox Bay. Neben ihrer Farm entstand 1874 eine große Bootslandestelle, so dass die Bauern ihre Waren aus dem Tal ausführen konnten. Binnen weniger Jahre ermöglichte der Zugang zum Schiffsverkehr die Errichtung von Läden und sogar eines ersten Hotels, des Elk Hotel. 1863 wurden die ersten Kühe von der Provinzhauptstadt Victoria nach Comox verschifft, im September des Jahres bestanden 30 bis 40 Farmhäuser. Milch und Kartoffeln wurden die Hauptausfuhrwaren, während Getreide die Lebensgrundlage lieferte.
1877 entstand an der Schiffsanlegestelle mit dem Wharf Hotel eine erste Unterkunft für Reisende, die Joseph Rodello errichtete – das spätere Elk Hotel. Bereits ein Jahr später bauten John Fitzpatrick und seine Frau das zweite Hotel, das Lorne Hotel. Das Ehepaar übernahm später Rodellos Hotel.

### Kohlegruben und Eisenbahnanbindung
Die erste Kohlegrube in der Region eröffnete 1888. Sie eröffnete neue Marktmöglichkeiten für die Bauern, die eine wachsende Zahl von Bergleuten und die sich um die Bergwerke entwickelnden Orte versorgten.
Der Ort wurde an die E and N Railway, die Esquimalt and Nanaimo Railway, angeschlossen, ein Damm am Puntledge River sorgte für einen wesentlich erhöhten Wasserstand des Comox Lake.

### Weltkriege
Das am 5. November 1915 gegründete 102. kanadische Infanteriebataillon wurde am Goose Spit in Comox trainiert. Nach einem harten Winter, den die Soldaten in Zelten verbrachten, fuhren sie am 10. Juni 1916 mit der SS Princess Charlotte nach Frankreich. Von den 3.863 Mann des Bataillons kamen in den dortigen Kämpfen 2.391 oder etwa 62 % ums Leben.
Während des Zweiten Weltkriegs richtete die britische Royal Air Force (RAF) 1942 die  gleichnamige Royal Air Force Station ein, die nach kurzer Zeit von der Royal Canadian Air Force übernommen wurde. Die Geschichte des Flugplatzes ist im Luftwaffenmuseum dokumentiert.

### Nachkriegszeit
Die Zuerkennung der kommunalen Selbstverwaltung für die Gemeinde erfolgte am 14. Januar 1946 (incorporated als Village Municipality).

## Demographie
Der Zensus im Jahr 2016 ergab für die Gemeinde eine Bevölkerungszahl von 14.028 Einwohnern, nachdem der Zensus im Jahr 2011 für die Gemeinde noch eine Bevölkerungszahl von 13.625 Einwohnern ergab. Die Bevölkerung hat dabei im Vergleich zum letzten Zensus im Jahr 2011 um 2,9 % zugenommen und liegt damit deutlich unter Provinzdurchschnitt mit einer Bevölkerungszunahme in British Columbia um 5,6 %. Im Zensuszeitraum 2006 bis 2011 hatte die Einwohnerzahl in der Gemeinde, weit überdurchschnittlich, nur um 10,0 % zugenommen, während sie im Provinzdurchschnitt um 7,0 % zunahm.
Für den Zensus 2016 wurde für die Gemeinde ein Medianalter von 51,8 Jahren ermittelt. Das Medianalter der Provinz lag 2016 bei nur 43,0 Jahren. Das Durchschnittsalter lag bei 47,9 Jahren, bzw. bei 42,3 Jahren in der Provinz.
Zum Zensus 2011 wurde für die Gemeinde noch ein Medianalter von 49,1 Jahren ermittelt. Das Medianalter der Provinz lag 2011 bei nur 41,9 Jahren.

## Kultur
In der I-Hos Gallery, die der Comox First Nation gehört, finden Touristen einen ersten Zugang zur Kunst der lokalen Indianer.
Das Comox Archives & Museum, das von der gleichnamigen Society betreut wird, sowie das 1982 gegründete und 1987 eröffnete Comox Air Force Museum bieten Ausstellungen zur Geschichte der Region, bzw. der Rolle der bei Comox stationierten Luftwaffeneinheiten.
In der ersten Augustwoche findet alljährlich das Filberg Festival statt, das die Kunsthandwerke der Region repräsentiert.
Comox gilt zudem als Trainingsort der Kunstflugstaffel Snowbirds, die jedes Jahr im Juni für vier Wochen für die neue Airshow-Saison dort trainiert.

## Waldökosysteme
Der ursprüngliche Wald fiel der Holzindustrie weitgehend zum Opfer. Ein Großbrand am Campbell River zerstörte weitere Waldgebiete. 1999 wurde das Garry Oak Ecosystem Recovery Team gegründet, das sich die Wiederherstellung dieses seltenen Typs eines Ökosystems zum Ziel gesetzt hat (s. Weblinks).

## Verkehr
Comox ist über die Strait of Georgia an den Seeverkehr angeschlossen. Mit dem Bau der Esquimalt and Nanaimo Railway besteht eine Bahnverbindung bis nach Victoria. Außerdem führt der Highway 19 von Nanaimo über Comox nach Port Hardy ganz im Norden der Vancouver-Insel. Eine Anbindung an den Luftverkehr besteht über den Flughafen Comox Valley, welcher sich auf der Canadian Forces Base Comox (IATA-Flughafencode: YQQ, ICAO-Code:CYQQ) befindet. Da der Platz als airport of entry klassifiziert ist und dort Beamte der Canada Border Services Agency (CBSA) stationiert sind, ist auch eine Einreise aus dem Ausland möglich. Weiterhin findet sich im Hafen von Comox ein Wasserflugplatz (Transport Canada Identifier: CCX6). Der Comox Lake grenzt fast unmittelbar an den größten Park auf der Insel, den Strathcona Provincial Park.
Öffentlicher Personennahverkehr wird örtlich und regional durch das „Comox Valley Regional Transit System“ angeboten, welches von BC Transit in Kooperation betrieben wird. Das „Comox Valley Regional Transit System“ verbindet unter anderem Comox, Cumberland und Courtenay sowie das Little River Ferry Terminal und das Buckley Bay Ferry Terminal.

## Zeitungen
Der Comox Valley Record erscheint zweimal pro Woche und erscheint im Ort, hingegen gehört das Comox Valley Echo zu Canada.com, das wiederum zum größten englischsprachigen Zeitungskonzern Postmedia Network Inc. gehört. Seit 1960 erscheinen darüber hinaus die Totem Times, die die lokale Luftwaffeneinheit 19 Wing Comox mit Informationen versorgt.

## Persönlichkeiten
- John Mogg (1913–2001), General
- Jack Hodgins (* 1938), Schriftsteller
- Bruce Hardy (* 1962), Eishockeyspieler
- Cam Neely (* 1965), Eishockeyspieler
- Shannon Bool (* 1972), Künstlerin und Professorin für Malerei
- Jonathon Power (* 1974), Squashspieler
- Geoff Kabush (* 1977), Radsportler
- Brett McLean (* 1978), Eishockeyspieler
- Thomas Herschmiller (* 1978), Ruderer
- Emily St. John Mandel (* 1979), Schriftstellerin
- Martin Reader (* 1984), Beachvolleyballer
- Aaron Van Cleave (* 1987), Eiskunstlauf-Paarläufer
- Marisa Field (* 1987), Volleyballspielerin
- Ty Wishart (* 1988), Eishockeyspieler
- Adin Hill (* 1996), Eishockeytorwart
- Darcy Sharpe (* 1996), Snowboarder